# Тураев, Сайфиддин
Сайфиддин Тураев (28 января 1945, Ура-Тюбе — 30 мая 2020, Истаравшан) — таджикский государственный деятель и предприниматель, первый заместитель председателя Верховного Совета Таджикистана (1991—1992).

## Биография
Родился и вырос в Ура-Тюбе (Истаравшан). С 1961 года работал там же в СМУ № 28.
В 1964—1967 служил в армии.
Окончил Московский текстильный институт (1973) и Академию народного хозяйства при Совете Министров СССР (1989—1991).
С 1973 по 1986 год работал на фабрике верхнего трикотажа Ура-Тюбе: мастер производственного цеха, главный инженер, директор.
В 1986—1989 годах — министр бытового обслуживания Таджикской ССР. С 1990 г. — глава концерна «Хизмат» (корпорации «Ховар») — преемницы Министерства бытового обслуживания, в состав которой входили 150 таджикских предприятий и 16 совместных предприятий).
В 1991—1992 гг. — первый заместитель председателя Верховного Совета Республики Таджикистан.
В 1992 году баллотировался в президенты Таджикистана.
С 1992 г. — президент Международной научно-производственной торговой корпорации «Истаравшан», одновременно — с апреля 1995 сопредседатель (фактически — первое лицо) Общественно-политического движения Конгресс Народного Единства Таджикистана (КНЕТ).
С 1995 — депутат Маджлиси Оли по 93-му Ленинскому избирательному округу — член Комитета по экономике и бюджету.
С 1999 года отошёл от политической деятельности, занимался предпринимательством.
Умер в Истаравшане 30 мая 2020 года от сердечного приступа.

## Семья
Жена, шестеро детей.
Брат — Курбон Тураев (р. 1943), мэр Истаравшана.